# Mannholzer Ölmühle
Die Mannholzer Ölmühle ist eine Einzelsiedlung und ehemalige Wassermühle (Öl- und Stampfmühle) in der Gemeinde Alfdorf im baden-württembergischen Rems-Murr-Kreis. Die Anlage entstand Ende des 18. Jahrhunderts und wurde 1894 abgebrochen. Heute erinnert nur noch der Name des Wohnplatzes an die Mühle.

## Lage
Die ehemalige Ölmühle liegt etwa 300 Meter südöstlich der wesentlich älteren Meuschenmühle im Tälchen des Eisenbachs. Umliegende Ortschaften sind Mannholz im Nordosten, Brend und Höldis im Südosten, Rienharz im Südwesten und der Schmidhof im Westen. Etwa 400 Meter flussabwärts lag die im 19. Jahrhundert abgegangene Höldiser Sägmühle.

## Geschichte
Wie der Ortsname schon vermuten lässt, wurde die Ölmühle von Mannholz aus gegründet; 1783 wurde die errichtet. Eigentümer der Mühle war die damals selbstständige Gemeinde Mannholz. Nach etwa hundert Jahren wurde die Ölschlägerei aufgegeben und Stampfmühle stillgelegt. 1894 wurde die Anlage abgerissen und der etwa 300 Meter lange Mühlkanal aufgefüllt. Auf dem Grundstück wurde im Jahre 1910 ein neues Wohnhaus gebaut.